# تس هارپر
تس هارپر (زاده ۱۵ اوت ۱۹۵۰) بازیگر آمریکایی است. وی زاده ممت اسپرینگز در ایالت آرکانزاس است. وی فارغ‌التحصیل رشته آموزش است.
از فیلم‌های معروف او می‌توان به بازی در شاگرد اول، آمیتی‌ویل سه‌بعدی، تفنگ جدید من، شمال دور، فرزند آفتاب، بوردن، شکسته، ساعت غروب و جایی برای پیرمردها نیست اشاره کرد.